# 宗教致幻劑

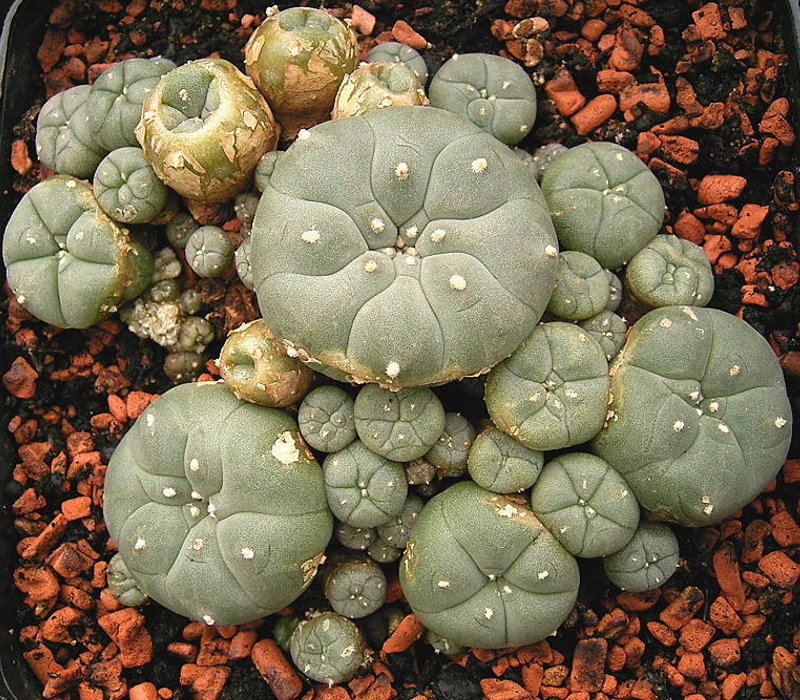
烏羽玉在一些儀式中使用了數千年

麥司卡林的化學結構，它是烏羽玉中的主要致幻物質

宗教致幻劑（英語：entheogen）是指在宗教、巫覡宗敎或者精神領域使用的精神藥品。
宗教致幻劑在各種儀式中被使用了上千年，傳統的宗教致幻劑包括：烏羽玉、迷幻蘑菇、未硫化的菸草、大麻、死藤水、藥用鼠尾草、三色牽牛和毒蠅傘等。隨著有機化學的出現，人類製造出了許多具有同樣功效的合成物。這些植物中的活性物質也被提取出來，例如麥司卡林、裸蓋菇素（賽洛西賓）、二甲基色胺、二萜内酯、伊博格鹼、麥鹼和蝇蕈醇。
服用宗教致幻劑可能會使服用者感覺與神同在，可以與神交流或者處於神與人之間，另一方面因為使用了一些稀有的化學物質，宗教致幻劑可能會對人類的神經系統產生進一步的影響。同時因為不同文化中使用宗教致幻劑的用途相類似，故而其發生作用的化學機制可能也是有一定相關的。
廣義上，宗教致幻劑可以指一切被用於宗教或者精神領域的致幻劑。這個詞與毒品形成對照，一些國家因為禁毒而使得宗教致幻劑的發展受到限制，而在另外一些國家則並不禁止傳統的宗教致幻劑使用。
“entheogen”一詞最早在1979年作为一个中性词语提出。

## 語源
“Entheogen”是一個新詞，1979年由一群人類植物學家和神話學家創出，其中包括卡爾·A·P·拉克、理查德·埃文斯·舒爾斯特、Jonathan Ott和R·戈登·沃森，取自兩個古希臘詞“ἔνθεος”（entheos）和“γενέσθαι”（genesthai）。前者的意思是“有靈感的、著魔的”，是英語中“enthusiasm”（熱情）的詞根，後者的意思是“形成”。
這個詞被創造出來以代替“hallucinogen”和“psychedelic”（大意都是致幻劑）。前者由奧爾德斯·赫胥黎推廣，發表在1954年的《众妙之門》上。後者是一個希臘語新詞，意思是“精神體現”，由精神病學家漢弗萊·奧斯蒙德創出，當時赫胥黎是奧斯蒙德墨斯卡林實驗的志願者。
拉克等人認為這兩個單詞都不合適，於是拉克正式定義了“entheogen”：
|  | 嚴格意義上，只有在巫覡宗敎或其他宗教儀式上使用的可以產生視覺幻象的藥物才被稱為entheogen，不過在廣義上，亦可指其他在儀式上使用的影響意識的自然的或者人工的藥物 |

## 世界各地的宗教致幻劑
除去宗教用途外，宗教致幻劑在世俗社會中也有其用途，例如健康食品、醫藥等。
最著名的宗教致幻劑之一是大麻，在中國、印度和歐洲都有其使用的記錄，在拉斯特法里運動、印度教苦行僧、斯基泰人、蘇菲派伊斯蘭教和其他一些文化中也有出現。

### 非洲
知名的非洲宗教致幻劑文化之一是布威蒂宗教仪式，他們使用一種夾竹桃科植物鹅花树的根皮作為宗教致幻劑的原料。古埃及文明有使用埃及聖酒 (一種混合了藍睡蓮、風茄、天仙子的酒精混和物) 和裸蓋菇的記錄。有證據顯示科特迪瓦人會使用迷幻蘑菇。

### 美洲
美洲第一種得到科學分析的宗教致幻劑是烏羽玉，北美洲的基奧瓦人有使用烏羽玉的記錄。
南美洲亞馬遜河流域使用死藤水作為宗教致幻劑。

### 亞洲
西伯利亞土著居民使用毒蠅傘。
中國的巫覡和道士使用大麻通神。道士大量服丹砂，以致中汞毒或砷毒，亦會引致通神的幻覺。葛洪《抱朴子》记载：“芝有石芝、木芝、 草芝、肉芝、菌芝，凡数百种也。... ...诸芝捣末，或化水服，令人轻身长生不老。”
在印度教中，曼陀羅花和大麻常被用於宗教儀式中，不過前者並不常見，因為其效力過強並可能造成嚴重中毒。
早期印度婆羅門教儀式中飲用的一種飲料蘇摩也是一種宗教致幻劑。其中的活性成份據猜測可能是麻黄碱，但也有可能是駱駝逢、大麻、顛茄或者以上植物的混合物。

### 歐洲
愛琴海文明中的宗教致幻劑可以追溯到蜂蜜酒的使用。
在厄琉息斯秘儀中，宗教致幻劑佔據了重要地位，有一些學者認為厄琉息斯秘儀的吸引力來自於神秘的飲料卡吉尼亚（一种含有大麦、薄荷和水的药水）中所含的致幻劑成分。

### 大洋洲
一般並不認為澳大利亞土著曾使用過宗教致幻劑。
新西蘭的毛利人使用卡瓦胡椒，實際上從美拉尼西亞至波利尼西亞之間廣闊的地域，例如斐濟、湯加、薩摩亞等地卡瓦胡椒都很常見。巴布亞新幾內亞土著則會使用幾種會致幻的蘑菇。

## 相關研究
早期的著名宗教致幻劑相關實驗之一是沼澤教堂試驗（Marsh Chapel Experiment），這是一個雙盲實驗，在服用了裸蓋菇素之後，志願者幾乎都宣稱有進一步的宗教體驗。2006年，一個更嚴格的試驗由約翰·霍普金斯大學開展，得到了同樣的結果。

## 擴展閱讀
- Rätsch, Christian; "The Psychoactive Plants, Ethnopharmacology and Its Applications"; Park Street Press; Rochester Vermont; 1998/2005; ISBN 978-0-89281-978-2
- Roberts, Thomas B. (editor) (2001). Psychoactive Sacramentals: Essays on Entheogens and Religion San Francisco: Council on Spiritual Practices.
- Roberts, Thomas B. (2006) "Chemical Input, Religious Output—Entheogens" Chapter 10 in Where God and Science Meet: Vol. 3: The Psychology of Religious Experience Westport, CT: Praeger/Greenwood.
- Roberts, Thomas, and Hruby, Paula J. (1995–2003). Religion and Psychoactive Sacraments: An Entheogen Chrestomathy https://web.archive.org/web/20110905135942/http://csp.org/chrestomathy/[Online archive]
- Peter Stafford (2003). Psychedelics. Ronin Publishing, Oakland, California. ISBN 0-914171-18-6.
- Carl Ruck and Danny Staples, The World of Classical Myth 1994.
- Huston Smith, Cleansing the Doors of Perception: The Religious Significance of Entheogenic Plants and Chemicals, 2000, Tarcher/Putnam, ISBN 1-58542-034-4
- Giorgio Samorini 1995 "Traditional use of psychoactive mushrooms in Ivory Coast (Côte d'Ivoire)?" in Eleusis 1 22-27 (no current url)
- M. Bock 2000 "Māori kava (Macropiper excelsum)" in Eleusis n.s. vol 4 (no current url)
- Plants of the Gods: Their Sacred, Healing and Hallucinogenic Powers by Richard Evans Schultes, Albert Hofmann, Christian Ratsch - ISBN 0-89281-979-0
- John J. McGraw, Brain & Belief: An Exploration of the Human Soul, 2004, AEGIS PRESS, ISBN 0-9747645-0-7
- J.R. Hale, J.Z. de Boer, J.P. Chanton and H.A. Spiller (2003) Questioning the Delphic Oracle, 2003, Scientific American, vol 289, no 2, 67-73.
- The Sacred Plants of our Ancestors by Christian Rätsch, published in TYR: Myth—Culture—Tradition Vol. 2, 2003–2004 - ISBN 0-9720292-1-4
- Yadhu N. Singh, editor, Kava: From Ethnology to Pharmacology, 2004, Taylor & Francis, ISBN 0-415-32327-4

## 外部連結
- Erowid（页面存档备份，存于）
- Entheogenreview.com（页面存档备份，存于）
- 精神實踐委員會
- 宗教和心靈聖禮：宗教致幻劑相關作品